# José Vicente Moura
José Vicente Moura (* 21. September 1937) ist ein portugiesischer Sportfunktionär. Er ist amtierender Präsident des Comité Olímpico de Portugal.

## Werdegang
Moura war Chef de Mission der portugiesischen Olympiamannschaft bei den Olympischen Sommerspielen 1984 in Los Angeles, als Portugal die erste olympische Goldmedaille seiner Geschichte errang.  
Von 1990 bis 1992 war er Präsident des Comité Olímpico de Portugal. 1997 wurde er zum zweiten Mal in dieses Amt gewählt.